# 577 Рея
577 Рея (577 Rhea) — астероїд головного поясу, відкритий 20 жовтня 1905 року Максом Вольфом у Гейдельберзі.
Тіссеранів параметр щодо Юпітера — 3,193.